# Ève Lavallière
Ève Lavallière, właśc. Marie Eugenie Pascaline Fenoglio (ur. 1 kwietnia 1866 w Tulonie, zm. 10 lipca 1929 w Thuillières) – francuska aktorka teatralna.
Urodziła się w rodzinie krawca z Tulonu, rodzice pragnęli syna i wychowywali ją jak chłopca. Przebywała wśród chłopców aż do czasu, kiedy poszła do szkoły. Aby nabrała dziewczęcych manier umieszczono ją w prywatnej szkole dla dzieci z dobrych domów.
Po ukończeniu edukacji została jedną z najbardziej znanych aktorek teatralnych w czasach Belle époque, w tym Théâtre des Variétés w Paryżu. W 1909 była pierwszą znaną kobietą, która dla potrzeb roli Joanny D’Arc została ostrzyżona przez Antoniego Cierplikowskiego, lansując modę fryzury „na pazia”, zwanej też „na chłopczycę”.